# Cymbelster
De cymbelster (ook geschreven als Cymbelstern or Zymbelstern) is een curieus orgelregister.
Het register bestaat niet uit pijpen, maar uit een enkele ster, die meestal boven in het orgelfront is aangebracht. Achter deze ster bevindt zich in het orgel een wiel met belletjes. Wanneer het register wordt ingeschakeld, wordt er lucht langs het wiel geblazen, waardoor de ster gaat draaien en de belletjes een vrolijk geluid produceren.
Het register was vooral populair in de 16e en 17e eeuw. Na 1700 werd er soms ook voor gekozen om gestemde belletjes te gebruiken, die dan repeterend over ieder octaaf te horen zijn.

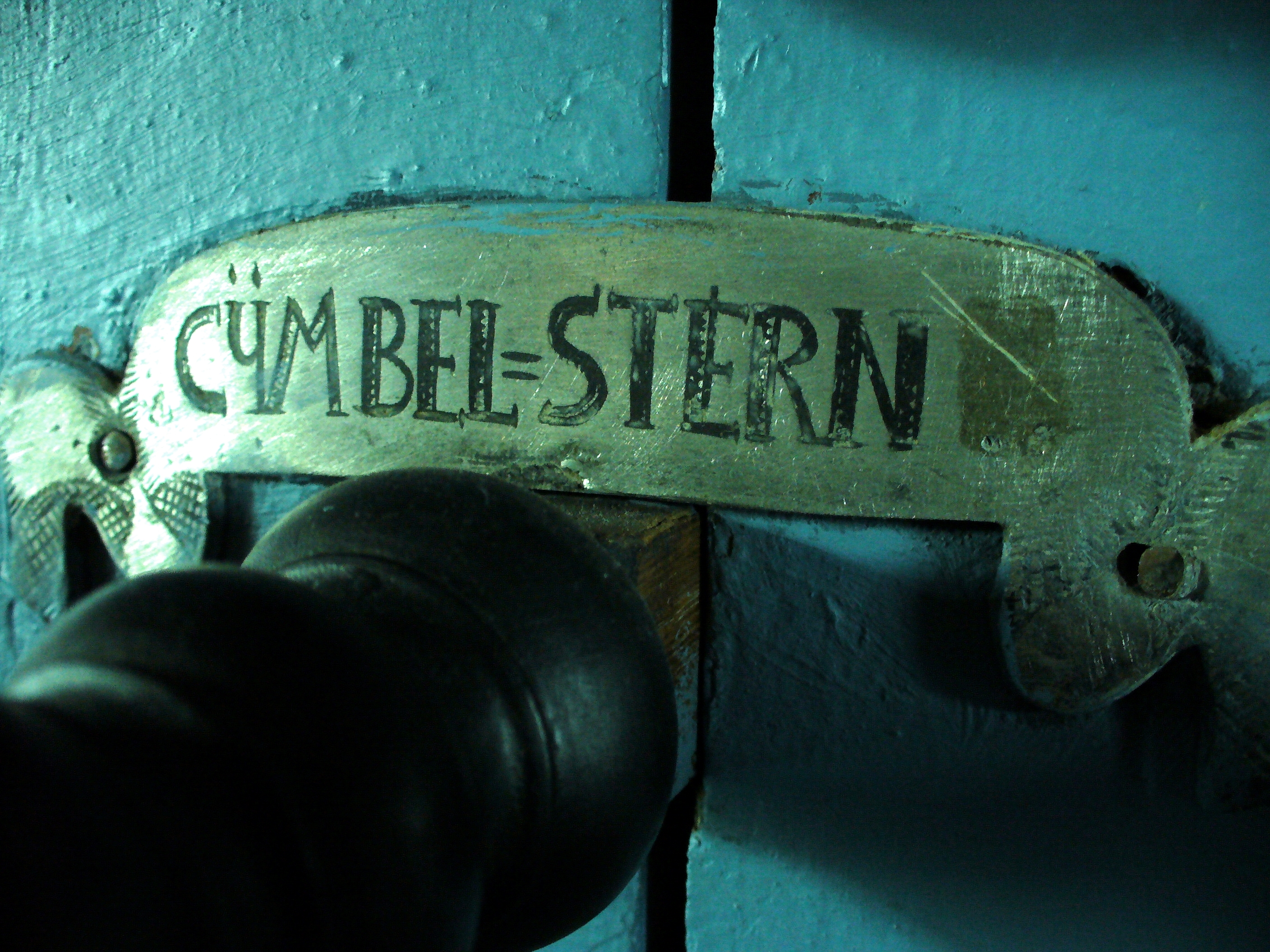
register voor de cymbelster in de Evangelisch-Lutherse kerk in Marienhafe
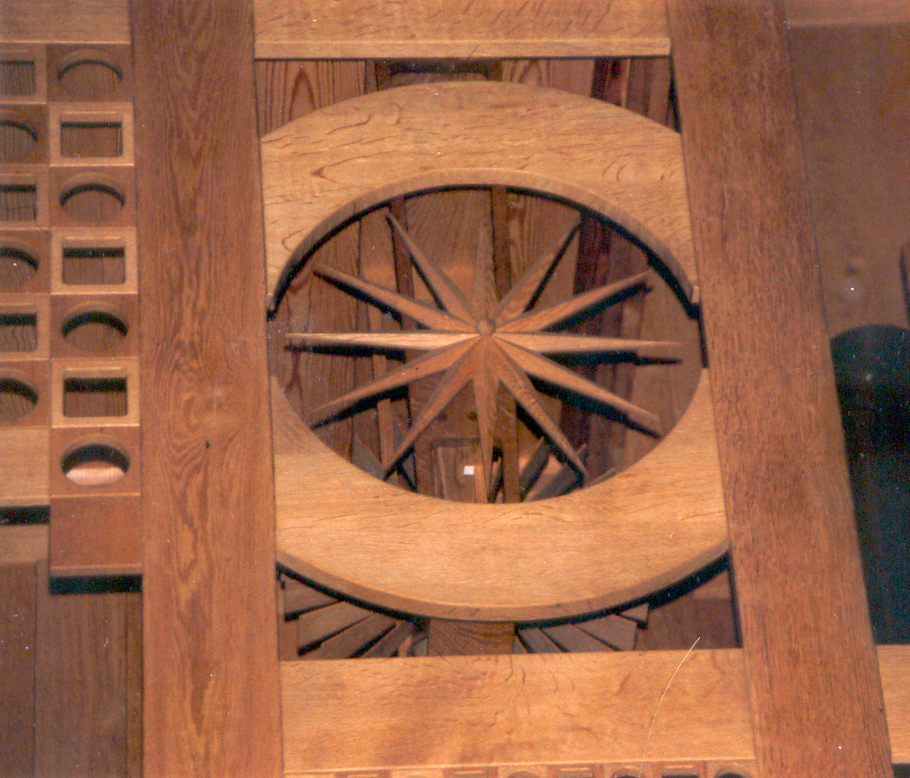
Houten cymbelster in het Rohlf-Orgel in Gundelfingen

Aliquot · Bourdon · Chamadewerk · Cornet · Cymbelster · Dulciaan · Fluit · Gedekt · Grondstem · Hobo · Holpijp · Mixtuur · Nachtegaal · Prestant · Roerfluit · Salicionaal · Strijkers  · Subbas · Tolkaan · Voix céleste · Vulstem